# Bielawy (Toruń)
Bielawy – część urzędowa Torunia część urzędowa Torunia zlokalizowana na prawobrzeżu między Grębocinem na północy a lasami i osiedlem Na Skarpie. Granice Bielaw wyznaczają: tor kolejowy między ul. Olsztyńską a Szosą Lubicką (na północy i wschodzie), ul. Szosa Lubicka (na południu) oraz rów między ul. Szosa Lubicka a torem kolejowym przy Olsztyńskiej (na zachodzie).
Na Bielawach znajduje się park wchodzący w skład dawnego zespołu dworsko-parkowego z końca XVIII wieku.
W 2002 roku na Bielawach przy ul. Olsztyńskiej 8 zostało otwarte centrum handlowe „Nowe Bielawy”.